# Сульфид празеодима(III)
Сульфид празеодима(III) — бинарное неорганическое соединение, соль металла празеодима и сероводородной кислоты с формулой Pr2S3, бурый порошок с запахом тухлых яиц.

## Получение
- Действие газообразного сероводорода на оксид празеодима(III):

{\displaystyle {\mathsf {Pr_{2}O_{3}+3H_{2}S\ {\xrightarrow {1300-1350^{o}C}}\ Pr_{2}S_{3}+3H_{2}O}}}

## Физические свойства
Сульфид празеодима(III) образует кристаллы нескольких модификаций:
- α-Pr2S3, ромбическая сингония, пространственная группа P nma, параметры ячейки a = 0,7472 нм, b = 1,5604 нм, c = 0,4058 нм, Z = 4, структура типа сульфида лантана α-La2S3;
- β-Pr2S3, кубическая сингония, пространственная группа F d3m, параметры ячейки a = 1,995 нм, Z = 64, структура типа сульфида неодима β-Nd2S3;
- γ-Pr2S3, кубическая сингония, пространственная группа I 43d, параметры ячейки a = 0,8589 нм, Z = 6, структура типа тетрафосфида тритория Th3P4.

## Химические свойства
- Реагирует с кислотами:

{\displaystyle {\mathsf {Pr_{2}S_{3}+6HCl\ {\xrightarrow {}}\ 2PrCl_{3}+3H_{2}S\uparrow }}}